# Berschweiler (Marpingen)
Berschweiler ist ein Ortsteil von Marpingen. Es ist die südlichste der drei Talsiedlungen im Tal des Alsbachs. Geologisch gesehen gehört der Ort zum Blies-Prims-Hügelland, das ein Teil des Nordpfälzer Berglandes ist. Der Ort hat rund 1100 Einwohner und eine Fläche von 6,84 km².

## Geschichte
Der Ort Berschweiler wurde 1281 erstmals urkundlich erwähnt, jedoch ist von einer früheren Besiedlung auszugehen. Funde aus der Römerzeit, die Nähe zur Römerstraße Tholey – Schwarzenacker und der Fund von Teilen einer Streitaxt aus der jüngeren Steinzeit lassen darauf schließen. Seit Einführung der Reformation im Jahre 1575 ist der überwiegende Teil der Bevölkerung evangelisch.
Am 1. Januar 1974 wurde Berschweiler, das bis dahin eine selbständige Gemeinde im Landkreis Ottweiler war, in die Gemeinde Marpingen eingegliedert.

## Feste
- Kirmes am letzten Wochenende des Oktobers
- Dorffest am ersten Augustwochenende in ungeraden Jahren